# KF Besa
KF Besa is een Kosovaarse voetbalclub uit Pejë.
De club werd in 1932 opgericht als Budućnost en voert sinds 1974 de huidige naam. De club werd driemaal landskampioen en won ook driemaal de beker. Ook in 2017 won Besa de Kupa e Kosovës maar kreeg geen licentie voor deelname aan de UEFA Europa League 2017/18. In 2018 degradeerde de club naar de Liga e Parë.

## Erelijst
- Superliga

2005, 2006, 2007
- Kupa e Kosovës

2005, 2011, 2017
- Kosovaarse Supercup

2005
- Kosovaarse provinciale competitie binnen Joegoslavië

1962, 1966, 1978, 1989, 1998
Besa ·
KF Dinamo Ferizaj ·
Feronikeli ·
Istogu ·
KEK ·
Kika ·
2 Korriku ·
Liria ·
Prizren ·
Ramiz Sadiku ·
Rilindja ·
Suhareka ·
Tefik Çanga ·
Trepça ·
Trepça'89 ·
Vëllaznimi ·
Vjosa ·
Vushtrria ·